# 蔡明覺
蔡明覺（1987年4月4日—），臺灣棒球選手，於2009年底舉辦之季末選秀會中被兄弟象以第六輪選中，曾效力於中華職棒中信兄弟隊，守備位置為三壘手，生涯以替補內野手居多。
2015年12月7日與吳明旭、增菘瑋、耿伯軒、王英山、陳威儒、蘇袁億、徐睿擇、陳偉建、簡富智一同被釋出，目前效力於台中運動家成棒隊。

## 經歷
- 基隆市堵南國小少棒隊
- 基隆市百福國中青少棒隊
- 台北市強恕中學青棒隊
- 台北體院棒球隊（榮工）
- 中華職棒兄弟二軍借將（2009年6月24日－2009年7月30日）
- 中華職棒兄弟象隊練習生（2009年7月31日－2009年9月20日）
- 中華職棒兄弟象隊代訓球員（2010年－2010年12月6日）
- 中華職棒兄弟象隊（2010年12月6日－2013年底）
- 中華職棒中信兄弟隊（2014年12月6日－2015年12月7日）
- 台中運動家成棒隊（2016年－）

## 職棒生涯成績
| 年度   | 球隊     | 出賽 | 打數 | 安打 | 全壘打 | 打點 | 盜壘 | 三振 | 四死 | 壘打數 | 雙殺打 | 打擊率 | 上壘率 | 長打率 | OPS   |
| ------ | -------- | ---- | ---- | ---- | ------ | ---- | ---- | ---- | ---- | ------ | ------ | ------ | ------ | ------ | ----- |
| 2011年 | 兄弟象   | 46   | 68   | 14   | 0      | 4    | 2    | 9    | 6    | 14     | 0      | 0.206  | 0.270  | 0.206  | 0.476 |
| 2012年 | 兄弟象   | 41   | 64   | 20   | 1      | 7    | 3    | 18   | 4    | 25     | 1      | 0.313  | 0.348  | 0.391  | 0.739 |
| 2013年 | 兄弟象   | 71   | 155  | 30   | 0      | 10   | 1    | 28   | 9    | 36     | 4      | 0.194  | 0.232  | 0.232  | 0.464 |
| 2014年 | 中信兄弟 | 12   | 23   | 7    | 0      | 1    | 1    | 4    | 4    | 10     | 1      | 0.304  | 0.407  | 0.435  | 0.842 |
| 2015年 | 中信兄弟 | 9    | 14   | 3    | 0      | 2    | 1    | 2    | 2    | 3      | 0      | 0.214  | 0.313  | 0.214  | 0.527 |
| 合計   | 5年      | 179  | 324  | 74   | 1      | 24   | 8    | 61   | 25   | 88     | 6      | 0.228  | 0.280  | 0.272  | 0.552 |

## 特殊事績
- 2012年4月7日在天母棒球場對上興農牛，七局下半上來代打，面對李金龍擊出左外野方向三分全壘打，為職棒生涯首支全壘打。

## 外部連結
- 蔡明覺在台灣棒球維基館上的頁面（繁體中文）
- 球員資訊和成績在中華職棒官網（中文）